# George Ryan

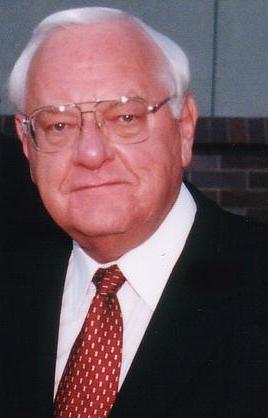
George Ryan (2007)

George Homer Ryan (* 24. Februar 1934 in Maquoketa, Iowa; † 2. Mai 2025 in Kankakee, Illinois) war ein US-amerikanischer Politiker, der von 1999 bis 2003 als 39. Gouverneur des Bundesstaates Illinois amtierte. Der promovierte Apotheker war Mitglied der Republikanischen Partei. Ferner war er Sprecher des Repräsentantenhauses von Illinois sowie Vizegouverneur und Secretary of State in diesem Staat. Als er 1998 zum Gouverneur gewählt wurde, setzte er sich gegen den Kongressabgeordneten Glenn Poshard von der Demokratischen Partei mit 51 % zu 47 % der Stimmen durch.

## Leben

### Frühe Jahre und politischer Aufstieg
George Ryan wuchs im Kankakee County in Illinois auf. Dort besuchte er auch die Grundschulen. Nach seiner Zeit als Soldat während des Koreakrieges besuchte er bis 1961 das Ferris State College in Michigan, wo er Pharmazie studierte. Anschließend beteiligte er sich an den Apotheken seines Vaters, die sich zu einem gutgehenden Familiengeschäft entwickelten. Ryans politische Karriere begann im Kreisrat (County Board) des Kankakee County. Dort war er zwischen 1968 und 1973 vertreten. Zwischen 1973 und 1983 war er Abgeordneter im Repräsentantenhaus von Illinois; in seiner letzten Legislaturperiode fungierte er dort ab 1981 als Speaker. Die folgenden 20 Jahre verbrachte er in den höchsten Regierungspositionen von Illinois. Zwischen 1983 und 1991 war er unter Gouverneur James R. Thompson als Vizegouverneur dessen Stellvertreter. Unter Gouverneur Jim Edgar war er von 1991 bis 1999 Secretary of State. Im Jahr 1998 wurde er von seiner Partei als Kandidat für die anstehende Gouverneurswahl nominiert.

### Gouverneur von Illinois
Nach der erfolgreichen Wahl trat Ryan sein neues Amt am 11. Januar 1999 an. Als Gouverneur setzte er sich für eine Verbesserung der Infrastruktur des Staates ein. Dazu gehörte der Ausbau des Autobahnnetzes und damit die Verbesserung der Transportwege. Auch die Bildungsanstalten wurden von Gouverneur Ryan gefördert. Darüber hinaus unterstützte er den technologischen Fortschritt in seinem Staat. Im Jahr 1999 machte Ryan Schlagzeilen, als er sich als erster amtierender Gouverneur eines US-Staates mit Fidel Castro traf. Dieses Treffen war in den USA innenpolitisch heftig umstritten. Für die nächste Gouverneurswahl im November 2002 verzichtete er auf eine weitere Kandidatur. Internationale Anerkennung erlangte Ryan, als er am Ende seiner Amtszeit im Jahre 2003 alle – zu diesem Zeitpunkt 167 (darunter vier Frauen) – zum Tode verurteilten Gefängnisinsassen von Illinois begnadigte. Er wandelte deren Todesurteil in eine lebenslange Haftstrafe um. Seine Entscheidung begründete er damit, dass das amerikanische Rechtssystem „willkürlich und unberechenbar und daher unmoralisch“ sei. Vor allem in den USA wurde seine Entscheidung kontrovers diskutiert. Wegen seines Einsatzes wurde er für den Friedensnobelpreis vorgeschlagen.

### Weiterer Lebensweg
Im April 2006 wurde Ryan schuldig gesprochen, Freunden und politischen Partnern lukrative öffentliche Aufträge zugeschoben zu haben. Darunter soll auch ein Geschäft mit dem Computerkonzern IBM im Umfang von 25 Millionen Dollar gewesen sein. Die Vorwürfe gingen noch bis in seine Zeit als Secretary of State zurück und schlossen Korruption und Bestechung ein. Im September 2006 wurde bekannt, dass der Ex-Gouverneur dafür für sechs Jahre ins Gefängnis muss. Die Anwaltskanzlei des Ex-Gouverneurs James R. Thompson hatte in diesem Fall die Verteidigung übernommen. Im Juli 2013 wurde er aus der Haft entlassen.
Ryan war mit Lura Lynn Lowe bis zu ihrem Tod 2011 verheiratet. Gemeinsam haben sie sechs Kinder.

## Einzelnachweis
1. ↑  Paris Schutz: Former Illinois Gov. George Ryan dies at 91: reports. In: fox32chicago.com. 2. Mai 2025, abgerufen am 2. Mai 2025 (englisch).